# Love Sucks
Love Sucks ist eine deutsche Vampir-Fernsehserie von ZDFneo. Die Serie wurde von Studio Zentral produziert, die Idee stammt von Marc O. Seng. Die erste Staffel erschien am 11. Oktober 2024 in der ZDFmediathek und wird ab dem 31. Oktober 2024 auf ZDFneo ausgestrahlt.

## Handlung
Ben trifft auf dem Frankfurter Rummel auf die Preisboxerin Zelda. Er tritt auf Drängen seines Bruders Theo von Greifenstein gegen Zelda an, die ihn mit einem Schlag auf die Matte schickt. Es ist Liebe auf den ersten Blick, doch die beiden werden im Trubel getrennt. Zelda sieht jedoch, wie Theo einer Reihe von Frauen einen mysteriösen Umschlag zusteckt. Sie klaut einen der Umschläge. Es handelt sich um eine Einladung zu einer geheimen Party in einer abgelegenen Villa. Dort findet ein illegaler Rave statt, der Ben, Theo und dessen Freundin Agata als Nahrungsstätte dient. Die drei gehören einer elitären Vampirfamilie an, die die Immobilien in Frankfurt kontrollieren. Als Zelda die Vampire entdeckt, versucht sie zu fliehen, wird aber von Agata gestellt. Es gelingt ihr, sich gegen die Vampirin zu behaupten. Bei dem Kampf wird Agata gepfählt und Zelda kann entkommen.
Am nächsten Tag ist Theo nach dem Tod seiner Geliebten außer sich vor Wut und sinnt auf Rache. Die Matriarchin Katharina von Greifenstein hat jedoch wenig Interesse an einer Blutrache und versucht, ihren Sohn zur Mäßigung zu zwingen. Die intrigante Kindervampirin Xandra, unsterblich verliebt in Ben, der jedoch kein Interesse an der minderjährig aussehenden Vampirin zeigt, hetzt Theo weiter auf. Derweil erfährt Zelda, dass ihr Vater Ilja und Bruder Branko nicht nur zum fahrenden Volk gehören, sondern ihren Rummelbox-Ring auch als Tarnung nutzen. Nachts gehen sie heimlich auf Vampirjagd, seit Brankos und Zeldas Mutter von einem Vampir getötet worden sein soll.
Trotz der Differenzen wächst die Beziehung zwischen Ben und Zelda, beide verlieben sich ineinander. Das junge Glück wird jedoch durch die Konflikte zwischen den beiden Familien getrübt. Sie greifen sich wechselseitig an. Als Theo herausfindet, dass Zelda Agata getötet hat, kommt es zur Konfrontation zwischen ihm und seinem Bruder. Ben und Zelda fliehen, doch Xandra folgt ihnen ins Licht und verbrennt. Theo entführt nun Ilja und Branko und versucht, diese im Krematorium verschwinden zu lassen. Als Ben und Zelda die beiden befreien, gibt Theo auf und geht freiwillig ins Licht. Ilja wird bei der Befreiung angeschossen. Nachdem er knapp überlebt hat, enthüllt er Branko und Zelda, dass ihre Mutter keinem Vampir zum Opfer fiel, sondern selbst einer wurde. Nachdem sie Branko und Zelda entführt hatte, war es Ilja selbst, der sie richtete.
Es kommt nun zu einem letzten Kampf zwischen Katharina, Ben, Branko und Zelda, in dessen Verlauf Ben und Zelda scheinbar sterben. Bei der Beerdigung betrauern Ilja und Branko Zelda, die mit Ben in einem Gemeinschaftsgrab liegt. In gebührendem Abstand trauert auch Katharina am Grab. Als die drei den Friedhof verlassen, schaufelt sich Zelda als Untote aus dem Grab frei.

## Produktion
Die Serie spielt überwiegend auf einem Rummelplatz am Rande von Frankfurt am Main sowie in Frankfurter Stadtvillen und Bankentürmen. Die Dreharbeiten fanden dementsprechend zum Teil auf der Frankfurter Dippemess statt. Die Dreharbeiten wurden von der Stadt unterstützt und fanden im November 2023 statt. Das Service Center Veranstaltungen kümmerte sich um Drehgenehmigungen und die Beratungsstelle Film im Presse- und Informationsamt half bei der Suche nach Drehorten. Zudem wurde die Serie durch Hessen Film & Medien und die Film- und Medienstiftung NRW gefördert. Produziert wurde die Vampirserie von Studio Zentral in Koproduktion mit der Frankfurter U5 Filmproduktion.
Die Serie selbst ist eine Mischung aus Drama, Horror und Liebesfilm mit einer an Romeo und Julia-angelehnten Handlung, die sich eher an Jugendliche richtet. Das Setting erinnert dabei auch an ähnliche Serien wie Vampire Diaries oder die Filmreihe Twilight. Die Idee stammt von Marc O.Seng, der auch für die Drehbücher verantwortlich zeichnet. Die Regie übernahmen Lea Becker und Andreas Prochaska.

## Veröffentlichung
Bereits im Sommer wurde die Serie erstmals auf dem Filmfest München vorab gezeigt. Am 10. Oktober fand zudem eine Premierenfeier in Frankfurt am Main statt. Die Vampirserie erschien in der ZDFmediathek am 11. Oktober 2024. Die acht Folgen der Staffel wurden anschließend ab dem 31. Oktober 2024 auf ZDFneo zur Hauptsendezeit im Fernsehen ausgestrahlt.

## Episodenliste
| Nr. | Originaltitel        | Erstveröffentlichung Deutschland |
| --- | -------------------- | -------------------------------- |
| 1   | Licht und Schatten   | 11. Okt. 2024                    |
| 2   | Asche zu Asche       | 11. Okt. 2024                    |
| 3   | Jäger und Gejagte    | 11. Okt. 2024                    |
| 4   | Rache                | 11. Okt. 2024                    |
| 5   | Die Nacht gehört uns | 11. Okt. 2024                    |
| 6   | Blutsbande           | 11. Okt. 2024                    |
| 7   | Ins Licht            | 11. Okt. 2024                    |
| 8   | Für alle Zeiten      | 11. Okt. 2024                    |

## Rezeption

### Kritiken
Die österreichische Filmseite film.at schrieb: „Love Sucks richtet sich zweifelsfrei an ein eher junges Publikum und wird da sicherlich seine Fans finden. Hart gesottene Horrorfilm-Fans wird die Serie jedoch kaum hinter dem Ofen hervorlocken, trotz einiger Horrorelemente und überraschend blutiger Szenen.“
Jürgen Wittner von Kulturnews kritisierte die Serie als „kitschig, inkonsistent und mit hanebüchen Twists“. Er führt aus: „Eingebettet ist diese Eskalation der Ereignisse in gleich zwei Rahmenhandlungen, bei der Familie Zoris liegt sie Jahre zurück, Jahrhunderte bei den von Greifensteins: Wie wurden die Familien, was sie sind? Der Versuch, die Vampirjagd über diesen Weg moralisch ähnlich zu diskreditieren wie das wilde Agieren der Vampire selbst, ist überdeutlich. Dass man die Erzählung einer Vampirgeschichte auf diesem Weg anschlussfähig machen will an die Gegenwart, ist angesichts der erfolgreichen internationalen Vampirserien der letzten Jahrzehnte nichts Neues. Nur: Hier wirkt alles aufgesetzt und behauptet und funktioniert so absolut nicht. Was bleibt, ist ein schöner Beginn mit überraschenden und glaubwürdigen Wendungen.“
Auf DWDL.de schreibt Timo Niemeier die Serie würde mit einer starken Besetzung punkten. Er hob besonders die Leistung von Rick Okon hervor. Zudem lobte er die Optik der Serie. Auch Rainer Tittelbach hob die Inszenierung hervor, zudem auch die musikalische Untermalung, insbesondere das Abspannlied Everytime the Sun Comes Up von Sharon Van Etten und den Score von Karwan Marouf.

### Auszeichnungen
Beim Münchner Filmfest wurde die Produktion mit dem Bernd Burgemeister Fernsehpreis für die beste TV-Serie ausgezeichnet.